# Хибалла, Петер
Петер Хибалла (нем. Peter Hyballa; род. 5 декабря 1975, Бохольт, Северный Рейн-Вестфалия) — немецкий футболист; ныне — тренер.

## Карьера тренера
На протяжении 11 лет Петер был игроком молодёжного состава клуба своего родного города — «Боруссия» (Бохольт). В 1993 году Хибалла стал главным тренером молодёжного состава родной «Боруссии». После трёх лет, проведённых в клубе, Хибалла ушёл в другой клуб своей города — «Бохольт», где работал тренером команды до 17 лет. Следующим клубом Петера стал «Мюнстер 08», где он руководил командой до 19 лет. Через год Петер ушёл в мюнстерский «Пройссен», став тренером состава до 17 лет, где в течение сезона был также ассистентом главного тренера первой команды.